# 香川沙耶
香川 沙耶（かがわ さや、1994年12月27日 - ）は、日本の女性ファッションモデル。雑誌『BLENDA』や『JELLY』、『Oggi』でモデルを務めている。「10頭身」と形容されるスタイルが特徴。

## 経歴
1994年12月27日生まれ、東京都出身。日本人の父親とスペインとインド系フィリピン人の母親を両親に持ち、9歳の頃までフィリピンに居住していた帰国子女。
中学時代『popteen』に登場したことがあったが、2012年頃から本格的にモデルの仕事を開始。2013年7月号から『BLENDA』のモデルとなり、同誌が休刊する2014年9月号まで出演。『BLENDA』でも共働した脇田恵子とは今でも仲良しとのこと。
『BLENDA』休刊から半年後の2015年2月、『JELLY』の専属モデルに就任し、同年4月号から10月号まで出演。同年12月13日、渋谷ヒカリエで行われた「ベストボディ・ジャパン日本大会」に出場し、総合優勝を果たした。この年は三代目J Soul Brothers from EXILE TRIBE「J.S.B. DREAM」、JUJU「PLAYBACK」のミュージック・ビデオにも出演した。
2016年1月、『Oggi』のレギュラーモデルに就任し、同年3月号から登場。同年5月21日、韓国で行われた「Asia Model Awards」に日本代表として出場し、ユージと共にモデルスター賞を受賞した。
2016年9月、『Oggi』の専属モデルに就任。
2024年4月6日、自身初となる写真集『SUERTE』（イマジカインフォス）を発売。水着、ランジェリー姿の他にトップレスにも挑戦した。

## 人物
- ランジェリーマニアでワードローブに100着以上のランジェリーをコレクションしている[22]。

## 出演

### ファッションショー
- SHIZUOKA COLLECTION 2015 Autumn/Winter（2015年9月19日、グランシップ）
- 東京ガールズコレクション
- 第37回 マイナビ 東京ガールズコレクション 2023 AUTUMN／WINTER（2023年9月2日、さいたまスーパーアリーナ）[23]
  - CREATEs presents TGC KITAKYUSHU 2023 by TOKYO GIRLS COLLECTION（2023年10月7日、西日本総合展示場新館）[24]
- Rakuten GirlsAward 2023 AUTUMN/WINTER（2023年9月30日、幕張メッセ）[25]
- ミュゼプラチナム Presents SAPPORO COLLECTION 2023 AUTUMN／WINTER（2023年11月4日、北海きたえーる）[26]
  - TGC MATSUYAMA 2024 by TOKYO GIRLS COLLECTION（2024年7月13日、愛媛県武道館）[27]

### 広告
- Ravijour[22]

### ミュージック・ビデオ
- 三代目J Soul Brothers from EXILE TRIBE「J.S.B. DREAM」（2015年）
- JUJU「PLAYBACK」（2015年）
- w-inds.「DoU」（2019年）
- ANARCHY BADSAIKUSH「DAYDREAM」（2020年）

### ラジオ番組
- オレたちゴチャ・まぜっ!〜集まれヤンヤン〜（2014年4月19日 - 2015年4月11日、MBSラジオ）- 6期ヤンヤンガールズ
- Tresen (2023年4月6日～ FMヨコハマ) -木曜日担当DJ

## 書籍

### 写真集
- SUERTE（2024年4月6日、イマジカインフォス、撮影：Tim Gallo）ISBN 978-4074563036[21][28]

### 雑誌
- BLENDA（2013年 - 2014年）
- JELLY（2015年）
- Oggi（2016年 - ）